# Горкинское сельское поселение (Владимирская область)
 Го́ркинское се́льское поселе́ние — муниципальное образование в составе Киржачского района Владимирской области. Административный центр поселения — посёлок Горка.

## Географическое положение
Поселение расположено в северной части района. По территории поселения протекает река Шерна.

## История
В 1971 году Бельковский сельсовет с центром в посёлке Горка был переименован в Горкинский сельсовет. 
Горкинское сельское поселение образовано 27 апреля 2005 года в соответствии с Законом Владимирской области № 36-ОЗ. В его состав вошли территории бывших Горкинского и Илькинского сельских округов.

## Население
| 1991  | 2006  | 2010  | 2011  | 2012  | 2013  | 2014  | 2015  | 2016  |
| ----- | ----- | ----- | ----- | ----- | ----- | ----- | ----- | ----- |
| 2726  | ↘2430 | ↗2642 | ↘2623 | ↘2579 | ↘2500 | ↘2453 | ↘2415 | ↗2418 |
| 2017  | 2018  | 2019  | 2020  | 2021  |       |       |       |       |
| ↘2405 | ↘2391 | ↘2371 | ↗2444 | ↘2341 |       |       |       |       |

## Состав сельского поселения
В состав поселения входит 25 населённых пунктов:
| №  | Населённый пункт | Тип населённого пункта          | Население |
| -- | ---------------- | ------------------------------- | --------- |
| 1  | Артемьево        | деревня                         | ↗3        |
| 2  | Бардово          | деревня                         | →3        |
| 3  | Бельково         | деревня                         | ↘34       |
| 4  | Бельково         | посёлок железнодорожной станции | ↘43       |
| 5  | Василёво         | деревня                         | ↗53       |
| 6  | Горка            | посёлок, административный центр | ↘930      |
| 7  | Дубровка         | деревня                         | ↗38       |
| 8  | Ельцы            | деревня                         | ↘483      |
| 9  | Ивашево          | деревня                         | ↗19       |
| 10 | Илькино          | деревня                         | ↘267      |
| 11 | Карпово          | деревня                         | ↗27       |
| 12 | Климово          | деревня                         | ↘28       |
| 13 | Красилово        | деревня                         | ↗6        |
| 14 | Красный Горняк   | посёлок                         | ↘0        |
| 15 | Курбатово        | деревня                         | ↗27       |
| 16 | Лисицыно         | деревня                         | ↗64       |
| 17 | Михали           | деревня                         | ↗2        |
| 18 | Наумово          | деревня                         | ↘4        |
| 19 | Перегудово       | деревня                         | ↗25       |
| 20 | Рязанки          | деревня                         | ↗89       |
| 21 | Савино           | деревня                         | ↘103      |
| 22 | Семёновское      | село                            | ↗22       |
| 23 | Слободка         | деревня                         | ↘4        |
| 24 | Старково         | деревня                         | ↗5        |
| 25 | Юрцово           | деревня                         | ↗62       |

## Символика
Флаг сельского поселения Горкинское утверждён 13 ноября 2009 года и внесён в Государственный геральдический регистр Российской Федерации с присвоением регистрационного номера 5776.
Описание
«Прямоугольное красное полотнище с отношением ширины к длине 2:3, вдоль нижнего края которого расположена зелёная выпуклая полоса максимальной шириной 1/3 ширины полотнища, а по краям шириной 1/6 ширины полотнища, с лежащим на ней жёлтым челноком и стоящей на нём белой с серыми тенями совой с распростёртыми крыльями».
Обоснование символики
Зелёная горка — гласный символ названия поселения Горкинское и его административного центра посёлка Горка.
Ткацкий челнок — символизирует промышленную историю посёлка. В прошлом местные жители помимо крестьянского труда, были вынуждены подрабатывать на ткацких фабриках в городах Щёлково, Фрязино, Богородске. Затем ткацкое производство шёлковых и полушёлковых тканей было налажено в Горках.
Серебряная сова — символ Киржачского района, в который входит сельское поселение Горкинское, показывает административно-территориальное расположение поселения. Сова — традиционный символ мудрости, бдительности.
Красный цвет — символ мужества, жизнеутверждающей силы и красоты, праздника, труда.
Зелёный цвет символизирует весну, здоровье, природу, надежду.
Жёлтый цвет (золото) — символ высшей ценности, величия, великодушия, богатства, урожая.
Белый цвет (серебро) — символ чистоты, ясности, открытости.
Авторский коллектив
Идея: Константин Мочёнов, Владимир Березин;
художник и компьютерный дизайн: Оксана Афанасьева;
обоснование символики: Вячеслав Мишин.